# ماورو سيخاس
ماورو سيخاس (بالإسبانية: Mauro Cejas) (24 أغسطس 1985 بأدروغي في الأرجنتين - ) هو لاعب كرة قدم أرجنتيني في مركز الوسط. لعب مع سانتوس لاغونا ونادي باتشوكا ونادي بويبلا ونادي تيكوس ونادي مونتيري ونيولز أولد بويز ونادي موريليا الرياضي وClub Atlético Temperley ‏ وClub Deportivo Universidad de San Martín de Porres ‏.

## روابط خارجية
- ماورو سيخاس على موقع قاعدة بيانات كرة القدم.إي يو (الإنجليزية)
- ماورو سيخاس على موقع Soccerway.com (الإنجليزية)
- ماورو سيخاس على موقع AS.com (الإسبانية)